# جيمس مارستون فيتش
جيمس مارستون فيتش (بالإنجليزية: James Marston Fitch)‏ هو مهندس معماري أمريكي، ولد في 1909 في واشنطن العاصمة في الولايات المتحدة، وتوفي في 2000.